# Brian Hart
Brian Hart (Enfield, Middlesex, Inglaterra, 7 de setembro de 1936 — 5 de janeiro de 2014) foi um automobilista inglês e construtor de motores de competição.
Hart formou-se inicialmente como engenheiro aeronáutico e começou sua trajetória no automobilismo como piloto das categorias Fórmula Júnior, Fórmula 3 e Fórmula 2. Na Fórmula 1, ele participou no GP da Alemanha de 1967 (com um carro de Fórmula 2).
Em 1969 fundou a Brian Hart Ltd e era baseada em Harlow, Essex. Hart se especializou na preparação do motor FVA e também desenvolveu a famosa unidade Ford BDA para o rally. Hart largou a carreira de piloto em 1971 para dedicar-se a construção de motores de competição.
Foi com o motor Hart que Brian Henton tornou-se campeão no campeonato Europeu de Fórmula 2 em 1980 conduzindo um Toleman-Hart.
No final da temporada de Fórmula 1 de 1981, Brian Hart e a Toleman iniciaram a trajetória na categoria, onde teve destaque por desenvolver um bom trabalho mesmo com o baixo orçamento da equipe. Em 1984, ainda na equipe de Ted Toleman, Hart trabalhou com o então estreante Ayrton Senna, indo três vezes ao pódio, incluindo um 2º lugar no chuvoso GP de Mônaco. Em 1985, em seu último ano pela escuderia, Hart viu o piloto italiano Teo Fabi cravar a primeira pole-position na carreira (também do time e do motor) no GP da Alemanha.
Na segunda temporada seguida fornecendo motores para a Jordan, é em 1994 que Rubens Barrichello vai ao pódio pela primeira vez com o 3º lugar no GP do Pacífico e a primeira pole na carreira no GP da Bélgica (primeira do time irlandês e a segunda do motor).
Sem a Jordan que fechou com a Peugeot em 1995, fornece para a Footwork e Gianni Morbidelli vai ao pódio pela única vez na carreira com o 3º lugar no GP da Austrália. Sem muito brilho, os últimos trabalhos do engenheiro foram na Minardi em 1997 e na Arrows em 1998 e 1999 (motores que foram batizados com o próprio nome da escuderia).